# Plicnivka liščí
Plicnivka liščí (Crenosoma vulpis, anglicky fox bronchial worm) je mnohobuněčná endoparazitární hlistice (Nematoda), která v definitivním hostiteli parazituje v průduškách plic a podléhá nepřímému vývoji. Popsána byla v roce 1845 francouzským zoologem Félixem Dujardinem.

## Hostitelé a vývojový cyklus
Dospělci projevují značný pohlavní dimorfizmus, kdy samci jsou dlouzí 3,5–5,5 mm a samičky 12–15 mm. Pro obě pohlaví je typická tmavá nahnědlá barva. 
Definitivním hostitelem je masožravec – liška, pes, vlk. Mezihostitelé jsou plži rodu Limax, Succinea, Cepaea aj. Jako parateničtí hostitele se uplatňují různé druhy myšovitých hlodavců.
Samice jsou ovoviviparní, kladou v průduškách definitivního hostitele vajíčka, z nichž se vzápětí líhnou larvičky, které aktivně dráždí sliznici plic a tím způsobují kašel. Spolu s hlenem se dostávají do dutiny ústní, následně jsou polknuty a přes trávicí systém se již jako infekční larvy L3 dostávají s trusem do vnějšího prostředí. Larvy se dovedou aktivně pohybovat po slizových stopách plžů a ti jim slouží jako mezihostitelé. Larvy aktivně vnikají do plžů, kde se usazují v hlenových žlázkách jejich noh. V plžích larvy prodělávají dvojí svlékání, a za 2–3 týdny jde již o larvy infekční. Larvy plže neopouštějí a čekají až bude pozřen definitivním hostitelem. V trávicím traktu masožravce se potom larvy uvolňují, odvrhují obaly a krevním a lymfatickým oběhem putují přes srdce do plic, kde dospívají v dospělce a vývojový cyklus se tak uzavírá. Prepatentní perioda trvá 19 dní.

## Onemocnění
Patogenita vychází z místa výskytu parazita, tj. jde zejména o lehký až středně těžký katarální zánět dolních cest dýchacích. Typickými příznaky jsou vykašlávání hustého hlenu, auskultačně zjištěné rachoty plic, kašel (převážně v noci), namáhavé dýchání. Při rozvoji sekundární infekce dojde k rozvoji chronické bronchitidy, v závažných případech i k rychlému úhynu. Příznaky jsou často doprovázeny pozvolným hubnutím, anémií a zhoršování kvality srsti. Nejcitlivější jsou mláďata ve věku 5 – 18 měsíců.
Diagnóza se opírá o přímé stanovení larev L3 v trusu pomoví Vajdovy či Baermanovy metody.  Vyvolané onemocnění se označuje jako crenosomiáza.

## Léčba a prevence
Léčba je odvislá od užití antinematodik – febantel, fenbendazol, ivermektin, levamisol, milbemycin, praziquantel, imidacloprid s moxidectinem. Doposud nebyl zaznamenán vznik rezistence vůči některému léčivu, ačkoliv je úspěšná terapie založená na podávání výše uvedených léčiv delší dobu než je jednorázová preventivní aplikace, která se standardně provádí proti střevním endoparazitům. Nevýhodou léčby je zabití dospělců uvnitř plic, popř. larev v oběhovém aparátu, což může vyvolat závažné komplikace, včetně rozvoje či prohloubení již existujícího zánětu plicního parenchymu.
Prevence je založená na hubení mezihostitelů a odstraňování jejich úkrytů (kameny, prkna, keře aj.).

## Rozšíření
Parazit je rozšířen v Evropě, Severní Americe a v Asii. V místech výskytu je zaznamenaná incidence u lišek různá – v Srbsku 13%, v Maďarsku 24%, ve Španělsku 13–18% , v Nizozemí 4,5%, v Rakousku 24,9%, ve Velké Británii 28,2%. V Německu je také pozitivních přibližně 1 % psů.  